# Ichneumon weemsi
Ichneumon weemsi är en stekelart som beskrevs av Heinrich 1972. Ichneumon weemsi ingår i släktet Ichneumon och familjen brokparasitsteklar. Inga underarter finns listade i Catalogue of Life.